# Ligne Seibu Tamagawa
Ne doit pas être confondu avec Ligne Tōkyū Tamagawa.
La ligne Seibu Tamagawa (西武多摩川線, Seibu Tamagawa-sen) est une petite ligne ferroviaire de la compagnie privée Seibu à Tokyo au Japon. Elle relie la gare de Musashi-Sakai à celle de Koremasa.
Sur les cartes, la ligne Seibu Tamagawa est de couleur orange et les gares sont identifiées par les lettres SW suivies d'un numéro.

## Histoire
La ligne a été ouverte le 22 octobre 1917.

## Caractéristiques

### Ligne
- Longueur : 8,0 km
- Ecartement : 1 067 mm
- Alimentation : 1 500 Vcc par caténaire
- Nombre de voies : Voie unique

### Services
La ligne est parcourue par des services omnibus.

### Liste des gares
La ligne comporte 6 gares, identifiées de SW01 à SW06.
| Numéro | Gare          | Nom japonais | Distance (km) | Correspondances              | Localisation |
| ------ | ------------- | ------------ | ------------- | ---------------------------- | ------------ |
| SW01   | Musashi-Sakai | 武蔵境       | 0             | JR East : Chūō               | Musashino    |
| SW02   | Shin-Koganei  | 新小金井     | 0,9           |                              | Koganei      |
| SW03   | Tama          | 多磨         | 4,1           |                              | Fuchū        |
| SW04   | Shiraitodai   | 白糸台       | 5,5           | Keiō : Keiō (à Musashinodai) | Fuchū        |
| SW05   | Kyōteijō-mae  | 競艇場前     | 7,0           |                              | Fuchū        |
| SW06   | Koremasa      | 是政         | 8,0           |                              | Fuchū        |

## Matériel roulant
La ligne Seibu Tamagawa est parcourue par des trains Seibu série 101.

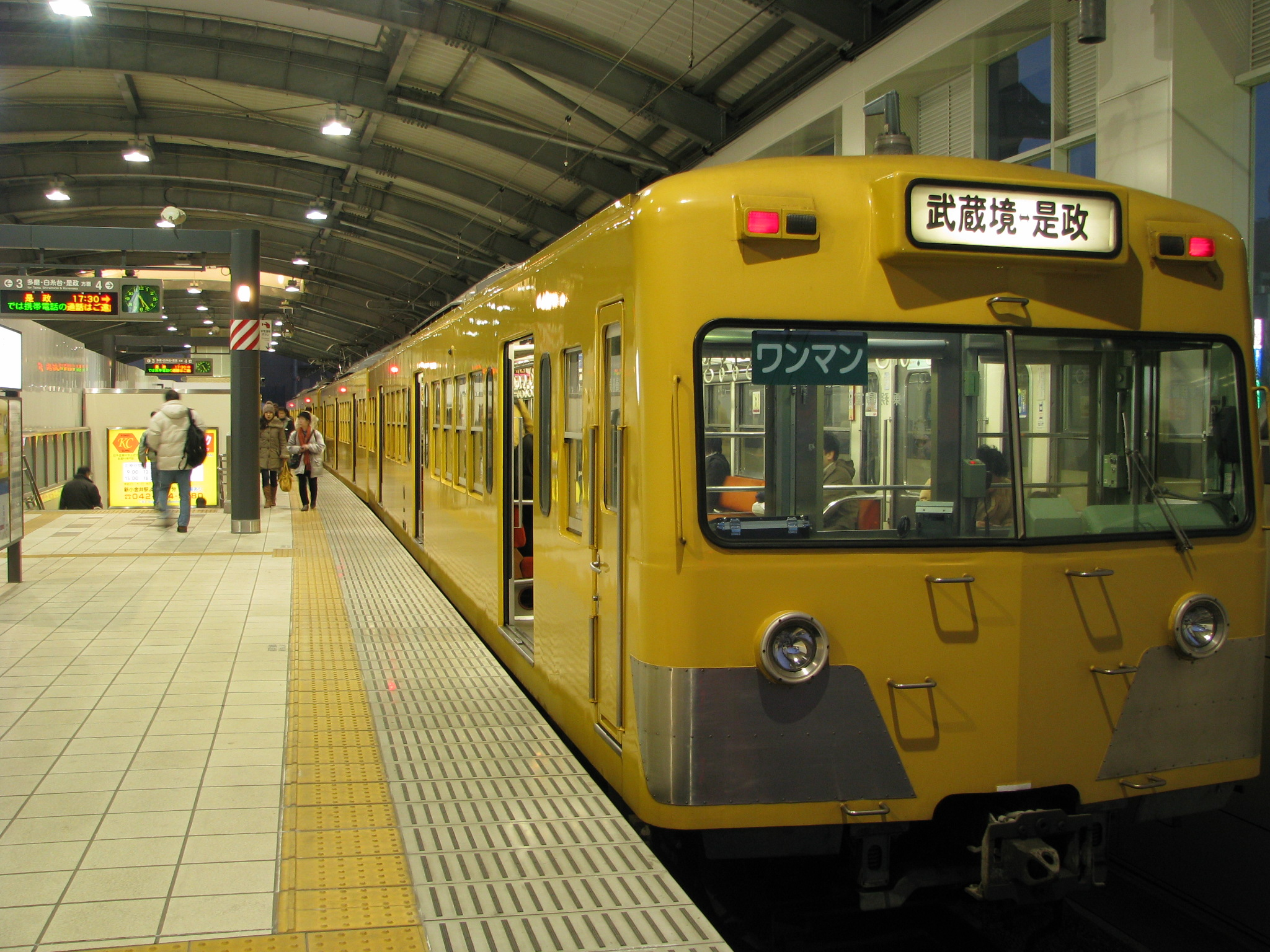
Seibu série 101 à Musashi-Sakai